# Gerhard Steines
Gerhard Steines (auch: Gerd Steines; * 17. August 1947) ist ein ehemaliger deutscher Kugelstoßer und Journalist.

## Sportliche Laufbahn
Bei den Leichtathletik-Halleneuropameisterschaften wurde er 1977 in San Sebastián Achter und 1978 in Mailand Fünfter.
1976 wurde er Deutscher Meister, 1973 Vizemeister. In der Halle wurde er 1974, 1978 und 1979 Deutscher Meister und 1977 Vizemeister.
Gerhard Steines startete zunächst für den TV 1847 Wetzlar, von 1974 bis 1978 für den TV Wattenscheid, 1979 für die LG Frankfurt und schließlich für die TSG Gießen-Wieseck (1980/81).
1986 bekannte er in einem Zeitungsartikel, von 1970 an kontinuierlich Dopingmittel genommen zu haben. Er übte dabei scharfe Kritik an Sportfunktionären und -verbänden, die „– allesamt laut offizieller Verlautbarungen schärfste Anabolika-Verurteiler – Förderungs- und Nominierungskriterien erlassen, die sie selbst ohne Einnahme von Anabolika nicht für erreichbar halten“.

## Journalistische Tätigkeit
Gerhard Steines studierte Sport und Germanistik. Bis September 2012 war er Mitglied der Chefredaktion von Gießener Allgemeine Zeitung, Alsfelder Allgemeine Zeitung und Wetterauer Zeitung. Unter dem Kürzel gw schreibt er im Ruhestand weiterhin in der Sportkolumne „Anstoß“. Daneben ist Steines Autor der selbstironischen Glosse „Mein progressiver Alttag“ im „Seniorenjournal“ der Gießener Allgemeinen Zeitung. Alle seine Kolumnen werden im Internet im Rahmen des Blogs „Sport, Gott & die Welt“ archiviert.

## Persönliche Bestleistungen
- Kugelstoßen: 20,12 m, 30. Juli 1975, Wetzlar
- Diskuswurf: 52,88 m, 29. Mai 1977, Dortmund

## Veröffentlichungen
- Seemannsköpper. Kriminalroman. Prolibris-Verlag, Kassel 2008, ISBN 978-3-935263-62-7